# Chiquila
Chiquila är en ort i Honduras.   Den ligger i departementet Departamento de Santa Bárbara, i den västra delen av landet, 200 km nordväst om huvudstaden Tegucigalpa. Chiquila ligger 261 meter över havet och antalet invånare är 983.
Terrängen runt Chiquila är kuperad åt sydväst, men åt nordost är den platt. Chiquila ligger nere i en dal. Runt Chiquila är det ganska tätbefolkat, med 80 invånare per kvadratkilometer. Närmaste större samhälle är Macuelizo, 9,1 km nordost om Chiquila. 